# Majaure
Majaure, Eatnamjávri, is een meer van ongeveer 2,5 km² in Zweden. Het meer ligt in de gemeente Kiruna op ongeveer 532 meter hoogte en watert af via de Vuonojåkk. Zelf krijgt het meer water van diverse beken uit de heuvels, die rondom het meer liggen.